# Chionaema tripuncta
Chionaema tripuncta là một loài bướm đêm thuộc phân họ Arctiinae, họ Erebidae.